# Sante Graciotti
Sante Graciotti (ur. 1 grudnia 1923 w Osimo, zm. 18 października 2021 w Rzymie) – włoski franciszkanin, polonista, slawista i historyk literatury. Profesor Uniwersytetu La Sapienza w Rzymie, doktor honoris causa Uniwersytetów: Jagiellońskiego (1986), Wrocławskiego (1989) i Warszawskiego (1998).
Ukończył italianistykę w Mediolanie, następnie studiował slawistykę w Rzymie. Od 1976 roku był dyrektorem Instytutu Filologii Słowiańskiej w Rzymie. Od 1979 był członkiem Międzynarodowego Komitetu Slawistów.
Zmarł 18 października 2021.

## Niektóre publikacje
- 1959 – Il vecchio e il nuovo nel "Pan Podstoli" di Krasicki
- 1962 – Attorno a "Polak w Paryżu"
- 1962 – Sulla biblioteca di Krasicki
- 1967 – Alcune considerazioni sul contributo padovano alla novita ... di J. Kochanowski
- 1968 – Le "frasche" e le "fraszki" da Padova alla Polonia
- 1968 – Krasicki et la culture de son temps
- 1970 – Piotr Kochanowski w polskim oświeceniu
- 1972 – Utopia w dziełach I. Krasickiego
- 1973 – Patriottismo e valori uniwersali nella letteratura polacca
- 1973 – Il nunzio Durini e la Polonia letteraria del tempo di Stanislao Augusto
- 1967 – Inwentarz biblioteki Ignacego Krasickiego z 1810 r.
- 1975 – Konfederaci barscy i nieznane wiersze łacińskie A. M. Duriniego
- 1977 – L'antemurale polacco in Italia tra Cinquento e Seicento
- 1977 – Naruszewicz i Durini
- 1978 – Utopia w literaturze polskiego oświecenia
- 1980 – Italia, Venezia E Polonia Tra Medio Evo E Eta Moderna
- 1980 – L'eredita Classica in Italia E Ungheria Fra Tardo Medioevo E Primo Rinascimento
- 1986 – Cultura E Nazione in Italia E Polonia Dal Rinascimento All'illuminismo
- 1990 – La Dalmazia E L'altra Sponda: Problemi Di Archaiologhia Adriatica [atti Del Convegno in Memoria Di Massimiliano Pavan]
- 1991 – Il Battesimo Delle Terre Russe: Bilancio Di Un Millennio
- 1992 – ''Il Libro Nel Bacino Adriatico: Secc. XV-XVIII
- 1994 – Italia E Ungheria All'epoca Dell'umanesimo Corviniano
- 1995 – Spiritualita E Lettere Nella Cultura Italiana E Ungherese Del Basso Medioevo
- 1995 – La Nascita Dell'Europa per Una Storia Delle Idee Fra Italia E Polonia
- 2001 – Puskin Europeo

## Odznaczenia
- Krzyż Komandorski z Gwiazdą Orderu Zasługi Rzeczypospolitej Polskiej (2014, „za wybitne zasługi w rozwijaniu polsko-włoskiej współpracy kulturalnej i naukowej, za działalność na rzecz upowszechniania polskiej kultury”)[4]